# La Sœur Saint-Sulpice
Pour plus de détails, voir Fiche technique et Distribution.
La Sœur Saint-Sulpice (La Hermana San Sulpicio) est un film muet espagnol réalisé par Florián Rey, sorti en 1927.
Il a fait l'objet d'un remake parlant en 1934.

## Synopsis
Gloria, une belle et riche jeune andalouse, entre dans un couvent de son plein gré afin de se consacrer au soin des malades. Un jour, elle tombe amoureuse de Ceferino Sanjurjo. Malgré tous les obstacles qui empêchent une telle relation, ils finissent par se marier.

## Fiche technique
- Titre original : La Hermana San Sulpicio
- Réalisation : Florián Rey
- Scénario : Florián Rey d'après un roman d'Armando Palacio Valdés[2]
- Production : Perseo Films
- Photographie : José María Beltrán
- Durée : 3 500 m[3]
- Date de sortie : 1927

## Distribution

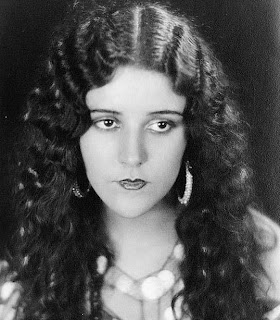
Imperio Argentina en 1926.

- Imperio Argentina : Gloria / Hermana San Sulpicio
- Florencia Bécquer (es)
- María Anaya
- Carmen Fernández Mateu
- Guillermo Figueras
- Ramón Meca
- Ricardo Núñez
- Modesto Rivas
- Pilar Torres (es)
- Evaristo Vedia